# Paysafecard
 (juin 2013).
Paysafecard est un moyen de paiement prépayé pour Internet en Europe. Fondée en 2000, l'entreprise est basée à Vienne en Autriche. 
Un paiement avec paysafecard s'effectue sans indiquer au marchand de données sensibles telles que les données relatives au compte bancaire ou à la  carte de crédit. Ce mode de paiement est disponible dans plusieurs pays, partout dans le monde. 

## Fonctionnement
L'utilisateur se rend dans un point de vente ou dans une boutique PIN officielle, où il achète un bon paysafecard d'une valeur allant de 10 (en Allemagne 5) à 100 euros présenté sous la forme d'un code PIN à 16 chiffres. Le montant payé est déduit du crédit disponible. Dès que le crédit du bon paysafecard est épuisé, ce code PIN n'est plus valide et il n'est alors plus possible d'utiliser de crédit. 
Paysafecard peut-être utilisé pour plusieurs types d'achat. En effet, il est possible de faire des achats en ligne chez les grandes surfaces, mais également sur les plateformes de jeux vidéo, dans les stations essences ou encore sur les sites de paris sportifs. 

## Historique
L'entreprise paysafecard.com Wertkarten AG possède des sièges à Londres, Düsseldorf, Lucerne, New York, Mexico et Buenos Aires. Le comité directeur se compose de Michael Müller (Président), Udo Müller et Bernd Egger. 
En 2006, Paysafecard a reçu un crédit européen (eTEN) pour financer le projet. En 2008, la filiale du Groupe paysafecard, la société Prepaid Services Company Ltd., obtient une licence E-Money de la part de l'autorité britannique de surveillance financière (FSA) relative à l'émission de monnaie électronique à travers l'Europe. 
En juillet 2012, Skrill (Moneybookers) convient d'un accord avec les propriétaires de paysafecard.com Wertkarten AG au sujet de la cession de 100 % des parts. L'acquisition des actions par paysafecard.com Wertkarten AG ainsi que l'acquisition indirecte de leurs filiales réglementées paysafecard.com Wertkarten Vertriebs GmbH et Pre-paid Services Company Limited sont subordonnées à une condition suspensive en raison de la nécessité d'un accord sur la transaction par l'Autorité de surveillance des marchés financiers (FMA) et l'Autorité de surveillance financière (FSA) ainsi que d'un accord sur les autorités de concurrence associées à la fusion.

## Informations économiques
La société emploie aujourd'hui[Quand ?] environ 150 salariés.
Une prime d'émission est appliquée par le revendeur en fonction de la transaction. Celle-ci est calculée en fonction du chiffre d'affaires mensuel réalisé avec paysafecard et en fonction du secteur.